# إليزافيتا خودايبرديفا
إليزافيتا خاسانزونوفنا خودايبرديفا (بالروسية: Елизавета Хасанжоновна Худайбердиева، من مواليد 2 أكتوبر 2002) هي راقصة الجليد روسية مع شريكها في التزلج، إيجور بازين، هي بطلة روسيا لعام 2023، وحاصلة على الميدالية البرونزية الوطنية الروسية لعام 2022.
مع شريكها السابق في التزلج، نيكيتا نزاروف، حصلت على الميدالية الفضية في بطولة العالم للناشئين لعام 2019 والميدالية البرونزية في نهائي سباق الجائزة الكبرى للناشئين 2018–19. كما فازت بأربع ميداليات ذهبية في سلسلة الجائزة الكبرى للاتحاد الدولي للتزلج للناشئين، اثنتان مع نزاروف واثنتان مع أندريه فيلاتوف.

## حيانها الشخصية
ولدت إليزافيتا خودايبرديفا في 2 أكتوبر 2002 في ميتيشتشي، روسيا. والدتها روسية ووالدها أوزبكي.
في 27 فبراير 2022 تزوجت من منتج القناة الأولى كيريل بلاغوف.